# Copăcele
Copăcele (ukr. Копашиль) – wieś w Rumunii, w okręgu Caraș-Severin, w gminie Copăcele. W 2011 roku liczyła 362 mieszkańców. 